# Kuratorium
Ein Kuratorium (von lateinisch cura = Sorge, Pflege, Aufsicht, Mehrzahl: Kuratorien) ist ein Gremium oder ein Organ, dem die Aufgabe übertragen wurde, sich um ein bestimmtes Projekt zu kümmern oder dafür Sorge zu tragen. Dabei können entweder Beratungsfunktionen oder eine Aufsicht zum Tragen kommen. Eine einzelne Person des Kuratoriums wird auch als Kurator bezeichnet. Vor allem in Österreich war der Begriff Kurator auch als Synonym für Vormund gebräuchlich. Der Begriff war bereits im 18. Jahrhundert in Verwendung.
Ein Kuratorium kann zum Beispiel ein Stiftungsorgan sein.
Nach den Hochschulgesetzen der Länder Berlin und Sachsen-Anhalt ist das Kuratorium ein dem Hochschulrat in anderen Ländern vergleichbares Organ des Zusammenwirkens von Hochschule, Staat und Gesellschaft, in dem überwiegend (Berlin) bzw. ausschließlich (Sachsen-Anhalt) Hochschulexterne vertreten sind.